# Club Raffelberg

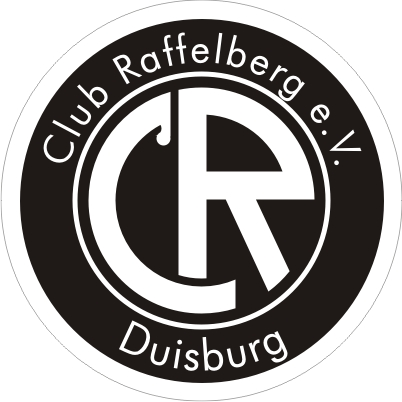
Vereinszeichen CR

Der Club Raffelberg e. V. ist ein traditionsreicher Duisburger Hockey- und Tennis-Club mit über 1000 Mitgliedern.

## Geschichte
Gegründet wurde der Club am 3. Dezember 1889 als Duisburger Lawn-Tennis und Croquet-Club auf dem Curtiusgelände an der Düsseldorfer Straße. Seit 1914 fand er sich mit acht Tennisplätzen und Clubhaus an der Lotharstraße im Duisburger Stadtteil Neudorf in unmittelbarer Nähe zur Duisburger Universität. Nach dem Zweiten Weltkrieg wuchs die Platzzahl bis 1965, vor allem von Helmut Horten gefördert, auf 13 (sowie zwei Plätze in einer Halle) für Tennis und zwei Plätze (zuzüglich Halle) für Hockey. Club Raffelberg wurde 1951 und 1953 Deutscher Feldhockeymeister der Herren. Auch die deutsche Tennislegende Gottfried von Cramm spielte nach dem Zweiten Weltkrieg mehrere Jahre im Club Raffelberg.
Seit 1995 (nach Auslaufen des Erbbaurechtsvertrags) befindet sich der Club im Sportpark Duisburg. Das zuvor genutzte Gelände in Duisburg-Neudorf wurde inzwischen mit Forschungsinstituten und Bauten der Universität Duisburg-Essen bebaut. Das neue Gelände bezog der Verein 1996. Auf der modernen Anlage fanden wiederholt Hockey-Länderspiele statt.

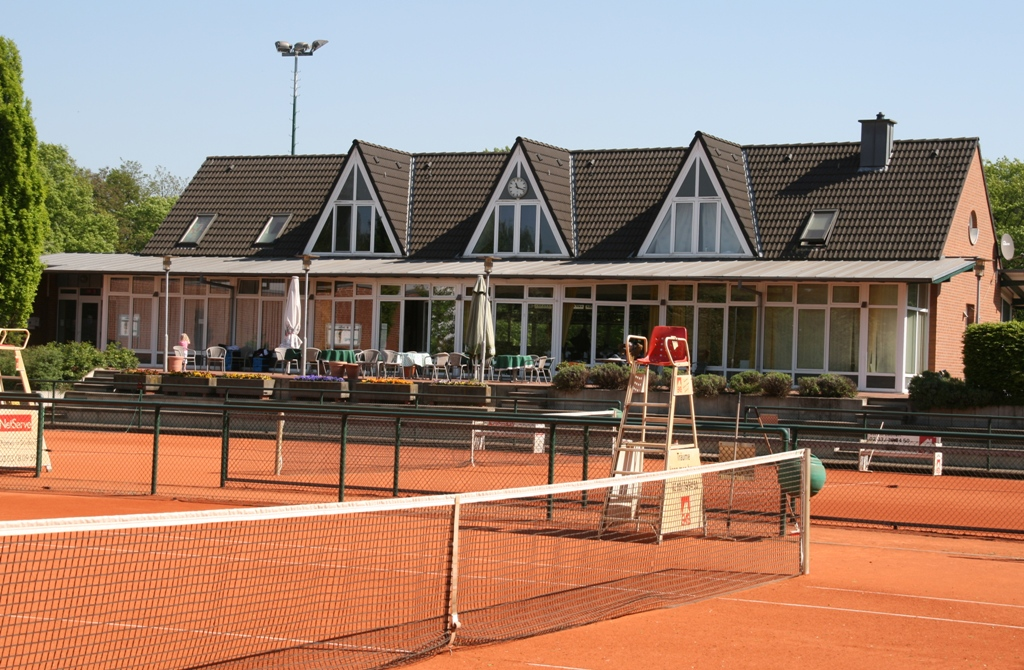
Das Clubhaus und die Tennisanlage

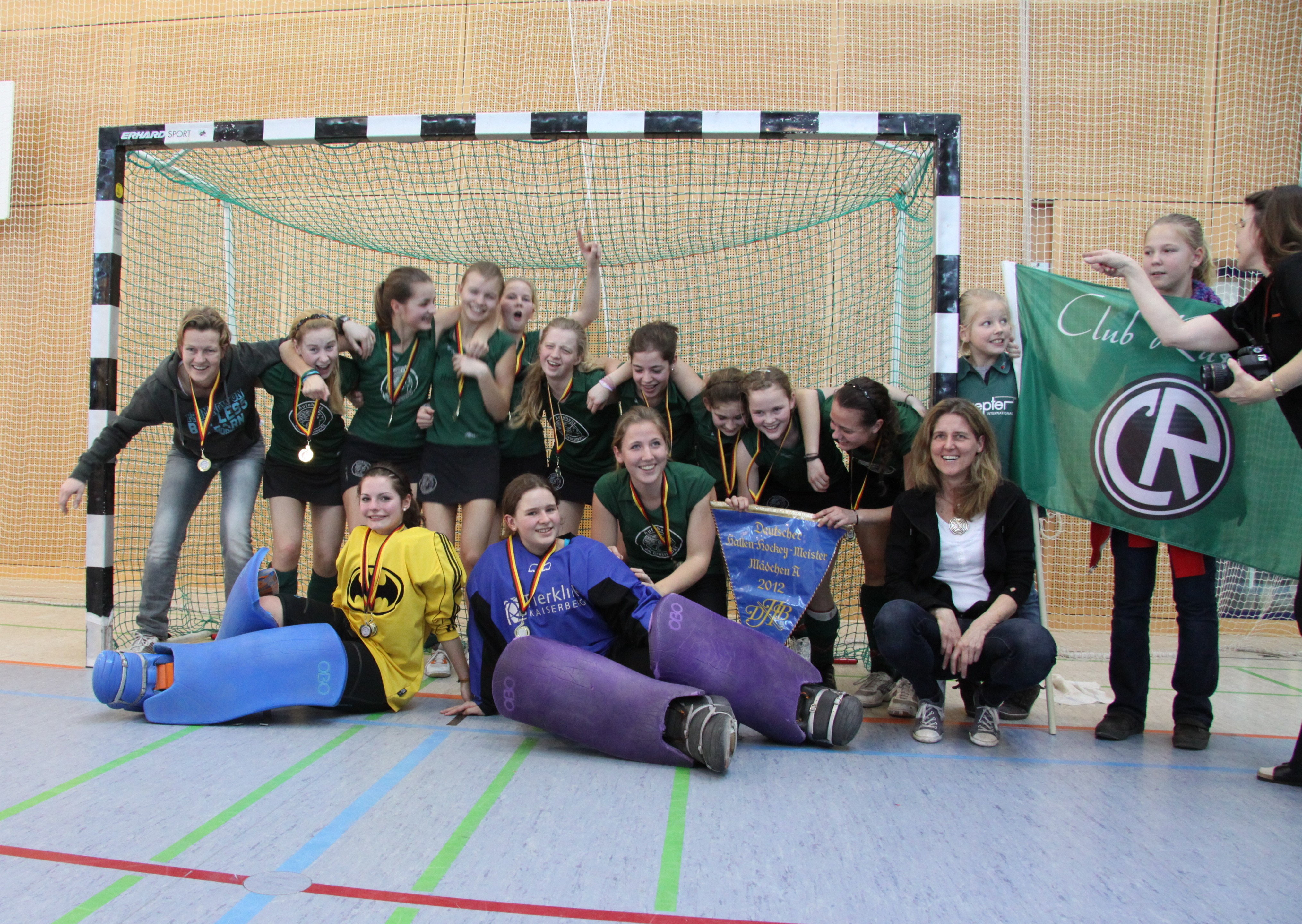
Raffelberger Jugendmannschaft feiert Deutsche Meisterschaft

Der Club hatte 2012 über 1000 Mitglieder. In den letzten Jahren hat sich der Club durch seine erfolgreiche Jugendarbeit im Hockey und Tennis ausgezeichnet. Insgesamt heimsten die Raffelberger Hockeymannschaften über 15 Deutsche Meistertitel im Jugendbereich ein. Der Club ist damit bundesweit einer der erfolgreichsten Vereine im Jugendbereich. Eine Reihe von Raffelberger Jugendspielern spielte oder spielt noch in der deutschen Nationalmannschaft, wie zum Beispiel Pia Maertens, Tina Bachmann oder Maike Stöckel. Die heutige Jugendtrainerin Susanne Wollschläger spielte über Jahre als Torwart in der Nationalmannschaft und gehörte zur deutschen Olympiamannschaft in Barcelona (Silbermedaille).
Der Club hat 17 Jugendmannschaften (Stand 2012) im Hockey gemeldet und zählt damit in der Region zu den zahlenmäßig stärksten Hockeyvereinen im Jugendbereich. 2012 wurde der Club mit den Mädchen A Deutscher Meister in der Halle und Deutscher Vizemeister mit der weiblichen Jugend B. 2014 und 2020 wiederholten die Mädchen A den Erfolg. Die Damen spielen in der 2. Bundesliga auf dem Feld und in der 1. Bundesliga in der Halle, die Herren des CR spielen in der Halle und auf dem Feld in der Regionalliga (Stand 2020).
Seit 2013 gehört auch Lacrosse zum Sportangebot. Im Jahr 2024 wurden drei neue Padel-Courts auf der Anlage errichtet. Dies sind die erste Courts in Duisburg und sie können von jedermann gebucht werden.
Der Club ist Leistungszentrum NRW für Tennis und Hockey. Die jetzige Anlage im Sportpark Duisburg umfasst neun Tennisplätze, eine Tennishalle, eine Hockeyhalle, zwei Hockey-Kunstrasenplätze und drei Padel Courts.